# 三村和也
三村 和也 （みむら かずや、1975年9月9日 - ）は、日本の政治家。立憲民主党所属の元衆議院議員（1期）。

## 来歴
神奈川県横浜市出身。神奈川県立光陵高等学校、東京大学法学部卒業。東大卒業後、通商産業省入省。南カリフォルニア大学ロースクールを経て、イェール大学大学院で、国際開発経済学を学び修士課程を修了した。イェール大学では浜田宏一の研究室に所属し、国際開発経済を専攻。通商産業省大臣官房調査統計部、資源エネルギー庁原子力安全・保安院放射性廃棄物規制課係長、経済産業省商務情報政策局情報経済課係長、防衛省防衛政策局防衛政策課弾道ミサイル防衛室渉外班長、経済産業省大臣官房秘書課課長補佐等を務めた。
2009年の第45回衆議院議員総選挙に神奈川2区から民主党公認で出馬。神奈川2区では当時党選挙対策副委員長を務めていた自由民主党で元総務大臣の菅義偉を猛追するも、548票の僅差で菅に敗れ、重複立候補していた比例南関東ブロックで復活し、初当選した。
2012年の第46回衆議院議員総選挙では再び菅に敗れ、比例復活もならず落選した。
2014年の第47回衆議院議員総選挙に神奈川6区から民主党公認で出馬するも落選。
2017年の第48回衆議院議員総選挙に、神奈川18区から希望の党の公認、連合神奈川の推薦を受けて出馬するも、落選。その後、希望の党が分党した際は国民民主党に参加した。
2020年9月、旧・立憲民主党と国民民主党の一部が合流して結成された新・立憲民主党から次期衆院選の公認内定を受けた。
2021年10月31日、第49回衆議院議員総選挙で比例復活もならず落選。

## 政策・主張
- 選択的夫婦別姓制度導入にどちらかといえば賛成[6]。

## インターネット献金の導入
2009年4月、クレジットカードを利用し、インターネット上で手続きが完了するシステムとしては日本で2例目の「ネット献金」を導入した（PayPalを利用）。1例目は同じ民主党（元）の横粂勝仁。

## 人物
- イェール大学大学院では浜田宏一に師事した。
- 趣味は子供と遊ぶこと。特技はバスケットボール（平成16年には横浜市クラブチーム選手権で優秀選手に選出）、政策づくり[9]。
- 広末涼子は従妹であり、高校在学中には横浜の三村家に身を寄せ、当時東大生だった和也が家庭教師をしていた[10]。

## 著書

### 共著
・（共著：井戸まさえ）『知っておきたい！公職選挙法』 - （2025年 岩波書店）ISBN 9784002711065

## テレビ出演
- サンデージャポン（2010年10月17日、TBSテレビ）